# Ahold Delhaize
Koninklijke Ahold Delhaize NV, cunoscută în mod obișnuit ca Ahold Delhaize, este o companie multinațională de vânzări cu amănuntul olandezo-belgiană. S-a format prin fuziunea dintre Ahold (companie olandeză) și Delhaize Group (companie belgiană). Afaceriile sale includ supermarketuri, magazine universale, hipermarketuri, produse alimentare online, produse nealimentare online, farmacii și magazine de băuturi alcoolice. Cele 21 de mărci deținute angajează aproximativ 414.000 de angajați în 7.659 de magazine din 10 țări, în principal din țările de origine (Țările de Jos și Belgia). Cu toate acestea, operațiile companiei din Statele Unite au devenit piața unică unde sunt generate două treimi din veniturile holdingului.
Sediul central mondial al companiei se află în Zaandam, la nord de Amsterdam. Alte țări în care compania operează afaceri sunt: Cehia, Grecia, Luxemburg, România, Serbia și Statele Unite. De asemenea, are acțiuni în companii din Indonezia și Portugalia.

## Mărci
Ahold Delhaize deține o serie de supermarketuri și afaceri de comerț electronic.
| Țară          | Companie                        | Tip           | Deschidere (Achiziție)                 | Magazine (număr) | Note |
| ------------- | ------------------------------- | ------------- | -------------------------------------- | ---------------- | --- |
| Belgia        | Delhaize                        | Supermarket   | 1867                                   | 754              | Include Proxy Delhaize (245 magazine), AD Delhaize (222 magazine), Shop & Go (150 magazine), Fresh Atelier (8 magazine) și Delhaize.be. |
| Belgia        | Albert Heijn                    | Supermarket   | 2011                                   | 53               | include și AH.be |
| Belgia        | Bol.com                         | Comerț online | 1999 (2012 - Ahold)                    | n/a              | |
| Cehia         | Albert                          | Supermarket   | 1991                                   | 324              | Include Albert Online (comerț online)                                                                                                   |
| Grecia        | Alfa Beta Vassilopoulos         | Supermarket   | 1939 (1992 - Delhaize)                 | 526              | Include AB City (21 magazine), AB Food Market (81 magazine), AB Shop & Go (122 magazine).                                               |
| Grecia        | Ena                             | Cash & Carry  | - (2000 - Delhaize)                    | 14               | |
| Indonezia     | Super Indo                      | Supermarket   | 1997                                   | 171              | Asociație cu Salim Group, Ahold Delhaize deține 51% acțiuni.                                                                            |
| Luxemburg     | Delhaize                        | Supermarket   |                                        | 54               | Include Proxy Delhaize (21 magazine), AD Delhaize (2 magazine), Shop & Go (23 magazine).                                                |
| Țările de Jos | Albert Heijn                    | Supermarket   | 1877                                   | 990              | Include AH to go (87 magazine), AH XL (37 magazine) și AH.nl.                                                                           |
| Țările de Jos | Gall & Gall                     | Bar           | 1884 (1989 - Ahold)                    | 588              | |
| Țările de Jos | Etos                            | Farmacie      | 1919 (1973 - Ahold)                    | 545              | |
| Țările de Jos | Bol.com                         | Comerț online | 1999 (2012 - Ahold)                    | n/a              | |
| Portugalia    | Pingo Doce                      | Supermarket   | 1980                                   | 436              | Asocație cu Jerónimo Martins, Ahold Delhaize deține 49% din acțiuni.                                                                    |
| România       | Mega Image                      | Supermarket   | 1995 (2000 - Delhaize)                 | 854              | Include Shop & Go (435 magazine), Mega Image - Concept (4 magazine) și Gusturi Românești (2 magazine).                                  |
| România       | Profi                           | Supermarket   | 2001 (2023 - Delhaize)                 | 1600             | |
| Serbia        | Maxi                            | Supermarket   | 2000 (2011 - Delhaize)                 | 434              | Include Shop & Go (192 magazine). |
| Serbia        | Tempo                           | Supermarket   | 2003                                   | 12               | |
| Statele Unite | Bfresh                          | Supermarket   | 2014                                   | 1                | |
| Statele Unite | Food Lion                       | Supermarket   | 1957 (1974 - Delhaize)                 | 1103             | |
| Statele Unite | Giant-Landover                  | Supermarket   | 1936 (1998 - Ahold)                    | 166              | |
| Statele Unite | Giant/Martin's (Giant-Carlisle) | Supermarket   | 1923 (1981 - Ahold)                    | 190              | |
| Statele Unite | Hannaford                       | Supermarket   | 1883 (2000 - Delhaize)                 | 183              | |
| Statele Unite | Peapod                          | Comerț online | 1989 (2000 (51%), 2001 (100%) - Ahold) | n/a              | |
| Statele Unite | Stop &amp; Shop                 | Supermarket   | 1914 (1996 - Ahold)                    | 415              | |